# Sambizanga
Pour le film homonyme, voir Sambizanga (film).
Sambizanga est une municipalité de l'Angola, dans le nord de la province de Luanda.

## Dans la fiction
Le film Sambizanga de Sarah Maldoror, une coproduction angolaise, congolaise et française sortie en 1972, évoque les troubles politiques en Angola et se déroule en partie dans cette ville.

## Personnalité liée à la communauté
- José Eduardo dos Santos (1942-2022), homme d'état et président de l'Angola de 1979 à 2017.